# Show Me Love (Robin Schulz)
Show Me Love is een nummer van de Duitse deephouse-dj Robin Schulz uit 2015, ingezongen door de Britse zanger J.U.D.G.E. Het is de derde single van zijn tweede studioalbum Sugar.
"Show Me Love" werd een grote hit in het Duitse taalgebied. Het haalde de nummer 2-positie in Schulz' thuisland Duitsland. In de Nederlandse Top 40 haalde het nummer een bescheiden 36e positie, in Vlaanderen moest het nummer het met de 3e positie in de Tipparade doen.